# Parachaetodon
Parachaetodon is een monotypisch geslacht van straalvinnige vissen uit de familie van koraalvlinders (Chaetodontidae).

## Soort
- Parachaetodon ocellatus (Cuvier, 1831)